# Gunung Lianggaras
Gunung Lianggaras är ett berg i Indonesien.   Det ligger i provinsen Sumatera Utara, i den västra delen av landet, 1 400 km nordväst om huvudstaden Jakarta. Toppen på Gunung Lianggaras är 1 914 meter över havet, eller 143 meter över den omgivande terrängen. Bredden vid basen är 2,0 km.
Terrängen runt Gunung Lianggaras är bergig västerut, men österut är den kuperad. Runt Gunung Lianggaras är det ganska glesbefolkat, med 38 invånare per kvadratkilometer. I omgivningarna runt Gunung Lianggaras växer i huvudsak städsegrön lövskog.